# 宮城相撲場
宮城相撲場（みやぎすもうじょう）は、宮城県仙台市宮城野区の宮城野原公園内に設けられた相撲場。「宮城県相撲場」とするものもあるが、根拠法令の県立都市公園条例（昭和34年宮城県条例第21号）では「宮城相撲場」である。

## 歴史
相撲競技の大会を開催できる場所として、1971年（昭和46年）7月に仙台市宮城野区宮城野2丁目に設置された。仙台市スポーツ振興事業団が指定管理者となっている。
築50年以上で老朽化しており、付帯施設がないといった問題もあるため利用率は低迷しており、2020年度の包括外部監査で廃止が提言された。
2024年（令和6年）1月の有識者懇話会で2024年度中に廃止して撤去する素案がまとめられた。宮城県で相撲の競技人口が多い県北の栗原市には同市が管理する、みちのく伝創館相撲場（栗原市栗駒）や栗駒武道館相撲場（栗原市栗駒）があり、宮城県では「みちのく伝創館」相撲場を宮城県内の相撲の拠点として整備する方向で栗原市と協議する方針である。